# Gastronomía de la provincia de Orense

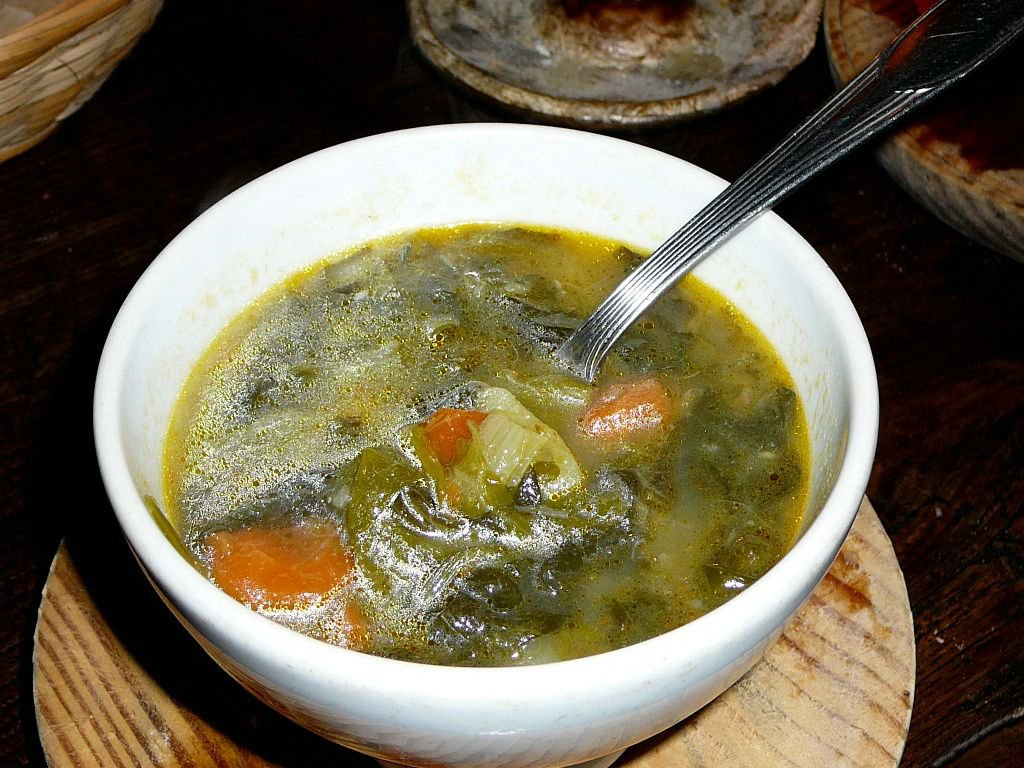
El caldo gallego es uno de los cocidos típicos del interior gallego.

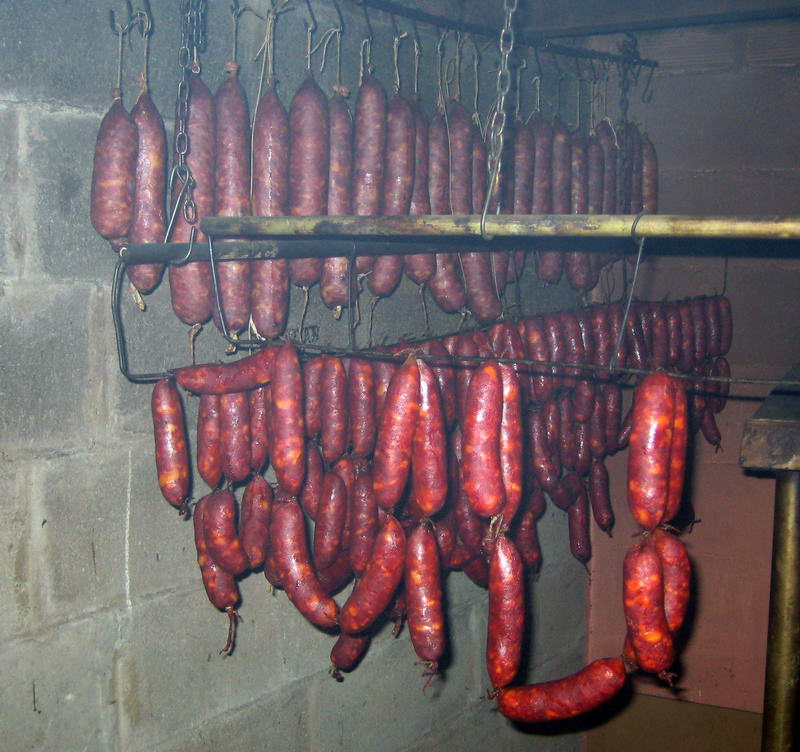
Curado de chorizos al humo.

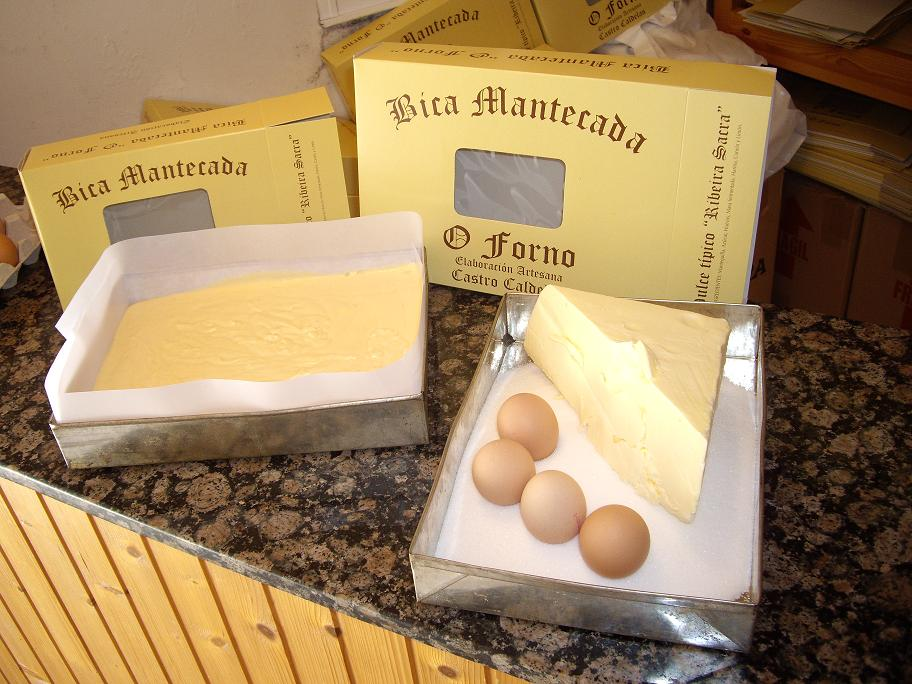
Bica mantecada.

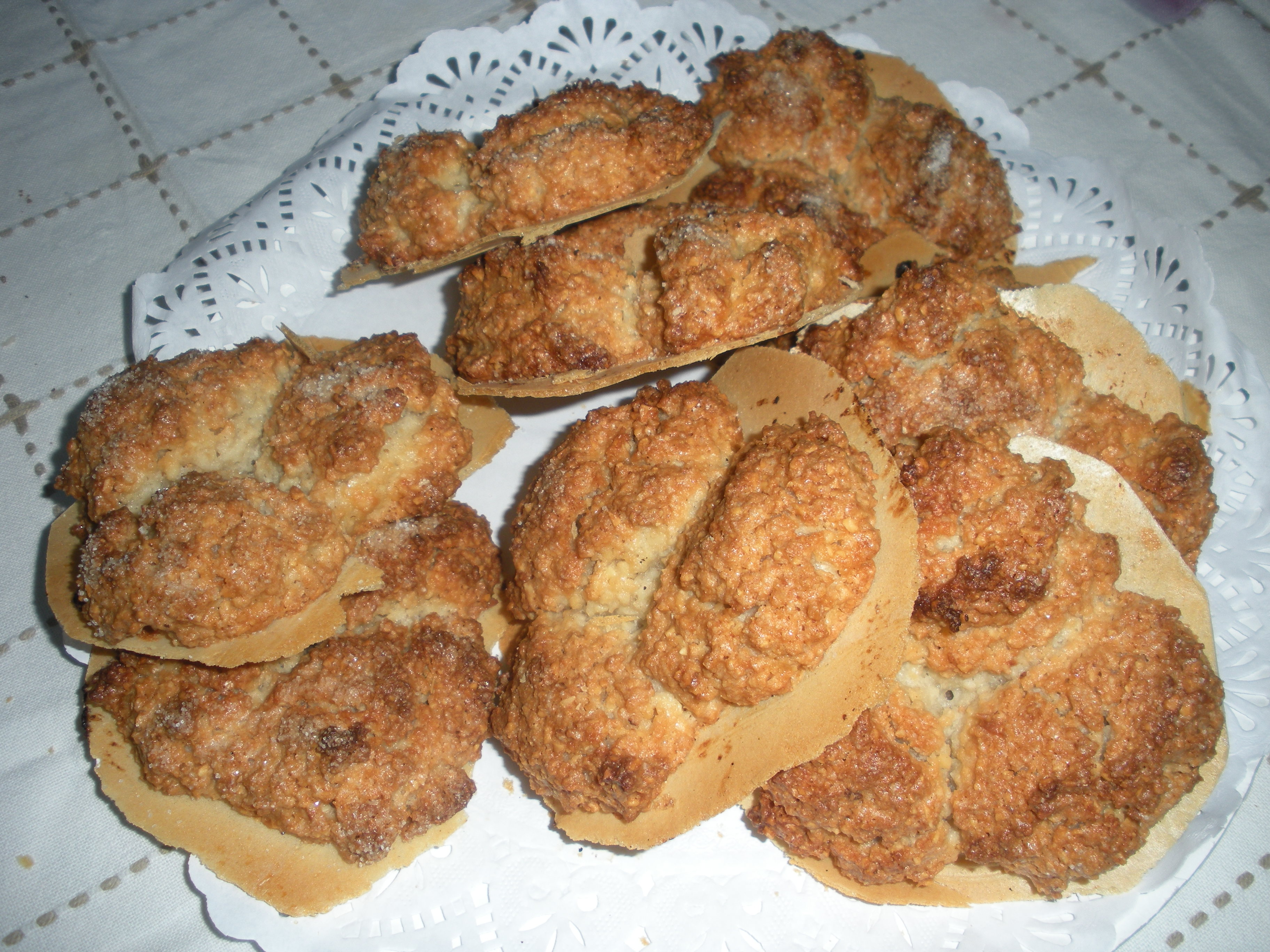
Almendrados de Allariz.

La Gastronomía de la provincia de Orense es el conjunto de platos, preparaciones y costumbres culinarias de la provincia de Orense (Galicia). Es la única provincia gallega de interior, es decir, que no posee costa. Orense es tierra de producción de vino. Su cocina es más labriega que marinera, apareciendo platos como el pote gallego. La cocina de Orense posee intercambios con la provincia de Zamora, siendo ambas similares en las fronteras de ambas provincias.

## Historia
Aparece reflejada Orense en Alfonso X el Sabio como Ourens del bon vino, la Orense del buen vino. La Auria romana según los destacamentos romanos legados a estos lugares de la provincia. 

## Ingredientes
Dentro de los productos lácteos se encuentran la quesada de la reina. Las castañas son un plato popular, con ellas se elabora el caldo de castañas en los días de invierno. Es típica la empanada gallega que en cada provincia se elabora con el relleno característico del ingrediente más popular de cada provincia gallega.

### Carnes
Al ser la provincia de interior, se practica la matanza del cerdo. Uno de los productos más conocidos en la provincia es la androlla que consiste en un embutido elaborado a base de costillas de cerdo adobada y curada al humo de las tradicionales lareiras, que cada año es homenajeada y festejada el domingo de Carnaval. Hay preparaciones de matanza como las filloas de matanza, la de sopa de nueces, la miolada que es un cocido del espinazo y la cabeza de cerdo adobados. Son popuares en las áreas urbanas las orejas de cerdo.
El cordero se elabora siguiendo un estilo propio: pierna de cordero a la orensana es decir guisado con verduras. En el terreno de la caza menor se tienen las populares perdices con col.
De especial interés la empanada de zamburiñas, los callos y el salmón ahumado en el histórico bar Fuentefría.

### Pescados y mariscos
Al ser una provincia de interior el número de platos de pescado y marisco no es tan extendido como en otras provincias costeras gallegas. A pesar de ello uno de los platos, más conocidos es el pulpo a la gallega, cada año el segundo domingo de agosto, de manera ininterrumpida desde el año 1964 se celebra la Fiesta del pulpo en el municipio orensano de Carballino.

## Repostería
Entre las especialidades reposteras de la provincia se encuentran las almendrados de Allariz (amendoados en idioma gallego) son uno de los postres más famosos. Los almendrados son una mezcla de almendra molida, mezclada con azúcar y clara de huevo. Cuando está sólida la masa resultante se coloca troceada encima de unas obleas y se lleva al horno. Este es el postre más inequívoco del municipio, que en otro tiempo tuvo muchos almendros. Uno de los postres típicos son las Cañas de Azúcar o Cañas da Cerviño de Carballino , es una masa de pastelería estirada y cortada en cintas, que se va enrollando en la caña de río, se fríen en una sartén con mucho aceite, para después rellenar con crema pastelera. Hoy forma parte de la producción diaria de cualquier pastelería orensana, pero las más prestigiosas son las de una familia de la localidad de Carballino, por ello incorporaron el nombre de la villa del Arenteiro. Son conocidas igualmente la fruta real y las roscas de cazo de Allariz.
El Montonico es una masa de hojaldre rellena de dulce de leche típica del sureste de la provincia, en particular de Villarino de Conso.
Tampoco hay que olvidar la conocida como bica blanca, que presenta la particularidad de ser elaborada sólo con claras de huevo (de ahí su apelativo de blanca) junto con harina, azúcar y nata, todo ello mezclado y amasado con maestría, y tras pasar una media hora en el horno, da como resultado un postre delicioso a cualquier paladar.
En carnaval son típicas también las orejas de carnaval hechas a base de harina, aceite de oliva, leche y huevos.
Las castañas de la provincia son muy afamadas, es típico el marron glacé de la capital orensana. Asimismo, la cercanía a Portugal hace bastante populares dulces como el bolo de arroz.

## Vinos
En Orense existen cuatro denominaciones de origen: El Ribeiro, Valdeorras, Ribeira Sacra y Monterrey.